# Hilary Palma
Hilary Ysabel Palma Foglia (Trujillo, 5 de enero de 1997) es una voleibolista peruana, que jugaba en la posición de punta/receptora en la selección femenina de Perú y actualmente se desempeña como libero en el Club Atlético Atenea de la Liga Peruana de Vóley Femenino.

## Trayectoria
Hilary Palma perteneció a la selección nacional de voleibol de Perú, logrando en su categoría sub-16 la medalla de oro en el Sudamericano de Menores del 2012, conformando el sexteto titular que venció a Brasil, clasificatorio al Mundial de Menores Tailandia 2013; la primera medalla de oro para el Vóley Peruano en esa categoría después de 32 años y la primera medalla de oro en cualquier categoría después de 19 años. Dos meses antes, formó parte del equipo juvenil subcampeón sudamericano clasificado al Mundial Juvenil de República Checa.
En el  Mundial de Menores Tailandia 2013, el equipo logró llegar a las semifinales del torneo por primera vez en 20 años. Perú finalmente terminó en 4º puesto después de perder la medalla de bronce ante su clásico rival, Brasil.
Hilary Palma se inició en las divisiones inferiores del Sporting Cristal con el que destacó en los campeonatos menores y  juveniles, ganando en 2013 la Liga Nacional de Menores y el subcampeonato en la Liga Nacional Juvenil, siendo premiada como la MVP en ambos torneos.
Fue promovida al primer equipo de Sporting Cristal con el que ganó la medalla de bronce en 2012-13 y la medalla de plata en 2013-14. 
Actualmente juega en el club Circolo Sportivo Italiano donde se desempeña como líbero logrando la medalla de plata en la Liga Nacional Superior de Voleibol Femenino 2018-2019.

## Clubes
| Club                      | País | Año         |
| ------------------------- | ---- | ----------- |
| Sporting Cristal          | Perú | 2010 - 2018 |
| Circolo Sportivo Italiano | Perú | 2018 - 2020 |
| Universitario de Deportes | Perú | 2020 - 2021 |
| Atenea                    | Perú | 2023 -      |

## Palmarés

### Clubes
| Título                   | Club                      | Año     |
| ------------------------ | ------------------------- | ------- |
| Liga Nacional de Menores | Sporting Cristal          | 2013    |
| Liga Nacional Juvenil    | Sporting Cristal          | 2013    |
| Liga Nacional Superior   | Sporting Cristal          | 2012-13 |
| Liga Nacional Superior   | Sporting Cristal          | 2013-14 |
| Liga Nacional Superior   | Circolo Sportivo Italiano | 2018-19 |

### Selección nacional
| Título                  | Categoría        | Sede    | Año  |
| ----------------------- | ---------------- | ------- | ---- |
| Sudamericano de Menores | Selección sub-16 | Uruguay | 2011 |
| Sudamericano Juvenil    | Selección sub-20 | Perú    | 2012 |
| Sudamericano de Menores | Selección sub-18 | Perú    | 2012 |
| Juegos Bolivarianos     | Selección sub-18 | Perú    | 2013 |
| Copa Final Four Sub-20  | Selección sub-20 | Perú    | 2014 |

### Distinciones individuales
| Distinción        | Torneo                                        | Año  |
| ----------------- | --------------------------------------------- | ---- |
| «Mejor Atacante»  | Liga Nacional de Voleibol de Menores del Perú | 2013 |
| «MVP»             | Liga Nacional de Voleibol de Menores del Perú | 2013 |
| «Mayor Anotadora» | Liga Nacional de Voleibol Juvenil del Perú    | 2013 |